# Eremobelba leporosa
Eremobelba leporosa är en kvalsterart som först beskrevs av Haller 1884.  Eremobelba leporosa ingår i släktet Eremobelba och familjen Eremobelbidae. Inga underarter finns listade i Catalogue of Life.